# DDR-Meisterschaften im Feldfaustball 1985/86
Die DDR-Meisterschaften im Feldfaustball 1985/86 waren seit 1949 die 37. Austragung der Meisterschaften im Faustball auf dem Feld in der DDR in der Saison 1985/86.
Die beiden Finalturniere der jeweils vier Oberliga-Erstplatzierten der Frauen und Männer fanden am 5. Juli 1986 in Hirschfelde statt.

## Frauen
Abschlusstabelle der Hauptrunde:
| Platz | Mannschaft                 | Punkte | Siege | Remis | Niederlagen | Bälle Diff.  | Vorgabezähler |
| 1.    | Chemie Weißwasser (M)      | 28:0   | 14    | –     | –           | 447:287 +160 | 3             |
| 2.    | Lokomotive Schwerin I      | 22:6   | 11    | –     | 3           | 497:309 +188 | 2             |
| 3.    | SG Cossebaude              | 18:10  | 9     | –     | 5           | 376:356 0+20 | 1             |
| 4.    | Lokomotive Schwerin II     | 18:10  | 9     | –     | 5           | 380:362 0+18 | 0             |
| 5.    | Empor Grabow (N)           | 10:18  | 5     | –     | 9           | 378:470 0-92 | –             |
| 6.    | Traktor Seebergen (N)      | 7:21   | 3     | 1     | 10          | 307:361 0-54 | –             |
| 7.    | TSG Berlin-Oberschöneweide | 7:21   | 3     | 1     | 10          | 335:434 0-99 | –             |
| 8.    | Lokomotive Schleife        | 2:26   | 1     | –     | 13          | 278:419 -141 | –             |

Auf-/Abstieg: Die TSG Berlin-Oberschöneweide traf in einem Qualifikationsturnier für die DDR-Oberliga 1987 auf die Liga-Staffelsieger. Lok Schleife verzichtete auf die Teilnahme und nahm den Abstieg in Kauf. In der Qualifikation setzte sich Vorjahresabsteiger Rotation Berlin vor der TSG Berlin-Oberschöneweide durch.
Spiele der Finalrunde:
| Lokomotive Schwerin I | – | Lokomotive Schwerin II | 30:20 (14:13) |
| Chemie Weißwasser     | – | SG Cossebaude          | 24:14 (13:7)  |
| Chemie Weißwasser     | – | Lokomotive Schwerin II | 25:20 (14:9)  |
| Lokomotive Schwerin I | – | SG Cossebaude          | 25:18 (11:9)  |
| Lokomotive Schwerin I | – | Chemie Weißwasser      | 13:25 (7:10)  |
| SG Cossebaude         | – | Lokomotive Schwerin II | 20:19 (9:8)   |

Abschlusstabelle:
| Platz | Mannschaft             | Punkte | Vorgabezähler | Gesamt | Bälle/Diff. |
| 1.    | Chemie Weißwasser      | 6:0    | 3             | 9:0    | 74:47 +27   |
| 2.    | Lokomotive Schwerin I  | 4:2    | 2             | 6:2    | 68:63 +5    |
| 3.    | SG Cossebaude          | 2:4    | 1             | 3:4    | 52:68 −16   |
| 4.    | Lokomotive Schwerin II | 0:6    | 0             | 0:6    | 59:75 −16   |

## Männer
Bereits im Herbst 1984 beschloss das Büro des Präsidiums des DFV der DDR die Aufstockung der Herren-Oberliga ab 1986 auf zwölf Mannschaften. Die Punktspiele sollten bereits im Herbst des Vorjahres beginnen, die Meisterschaftsendrunde zu Beginn des Sommers stattfinden. Daher stiegen 1985 nur zwei Mannschaften aus der Oberliga ab. Auch sollte dadurch jeder Mannschaft ein Heimspieltag eingeräumt werden.
Abschlusstabelle der Hauptrunde:
| Platz | Mannschaft                           | Punkte                                 | Siege                                  | Remis                                  | Niederlagen                            | Bälle                                  | Vorgabezähler                          |
| 1.    | Lokomotive Dresden (M)               | 40:0                                   | 20                                     | –                                      | 0                                      | 721:480                                | 3                                      |
| 2.    | Traktor Bachfeld                     | 31:9                                   | 15                                     | 1                                      | 4                                      | 633:457                                | 2                                      |
| 3.    | Fortschritt Glauchau                 | 28:12                                  | 14                                     | –                                      | 6                                      | 592:549                                | 1                                      |
| 4.    | Lok „Erich Steinfurth“ Berlin I      | 26:14                                  | 13                                     | –                                      | 7                                      | 604:528                                | 0                                      |
| 5.    | Chemie Zeitz                         | 24:16                                  | 12                                     | –                                      | 8                                      | 567:556                                | –                                      |
| 6.    | ISG Hirschfelde                      | 21:19                                  | 10                                     | 1                                      | 9                                      | 566:532                                | –                                      |
| 7.    | SG Waldkirchen                       | 18:22                                  | 9                                      | –                                      | 11                                     | 543:584                                | –                                      |
| 8.    | Fortschritt Greiz-Gommla (N)         | 12:28                                  | 6                                      | –                                      | 14                                     | 534:645                                | –                                      |
| 9.    | Lok „Erich Steinfurth“ Berlin II (N) | 10:30                                  | 5                                      | –                                      | 15                                     | 541:614                                | –                                      |
| 10.   | Plasttechnik Greiz                   | 8:32                                   | 4                                      | –                                      | 16                                     | 489:640                                | –                                      |
| 11.   | Einheit Halle                        | 2:38                                   | 1                                      | –                                      | 19                                     | 461:666                                | –                                      |
| 12.   | Spielgemeinschaft Görlitz (N)        | disqualifiziert wegen Nichtantretens 1 | disqualifiziert wegen Nichtantretens 1 | disqualifiziert wegen Nichtantretens 1 | disqualifiziert wegen Nichtantretens 1 | disqualifiziert wegen Nichtantretens 1 | disqualifiziert wegen Nichtantretens 1 |

Abstieg: Die Mannschaften auf den letzten drei Plätzen stiegen in die DDR-Liga ab.
Aufstieg: Mit dem Sieger der Staffel I Lok „Erich Steinfurth“ Berlin III schaffte es erstmals eine Sektion mit drei Mannschaften in der höchsten Spielklasse der DDR vertreten zu sein. Außerdem schaffte Fortschritt Walddorf den Aufstieg und die Spielgemeinschaft Heidenau den sofortigen Wiederaufstieg.
Spiele der Finalrunde:
| Lokomotive Dresden   | – | Lok „Erich Steinfurth“ Berlin I | 36:23 (20:10) |
| Traktor Bachfeld     | – | Fortschritt Glauchau            | 24:24 (16:10) |
| Lokomotive Dresden   | – | Fortschritt Glauchau            | 33:19 (16:9)  |
| Traktor Bachfeld     | – | Lok „Erich Steinfurth“ Berlin I | 26:29 (12:15) |
| Lokomotive Dresden   | – | Traktor Bachfeld                | 30:30 (18:16) |
| Fortschritt Glauchau | – | Lok „Erich Steinfurth“ Berlin I | 25:23 (12:11) |

Abschlusstabelle:
| Platz | Mannschaft                      | Punkte | Vorgabezähler | Gesamt | Bälle/Diff. |
| 1.    | Lokomotive Dresden              | 5:1    | 3             | 8:1    | 99:72 +27   |
| 2.    | Fortschritt Glauchau            | 3:3    | 1             | 4:3    | 68:80 −12   |
| 3.    | Traktor Bachfeld                | 2:4    | 2             | 4:4    | 80:83 0-3   |
| 4.    | Lok „Erich Steinfurth“ Berlin I | 2:4    | 0             | 2:4    | 75:87 −12   |

## Anmerkung
1. 1 2 3 4  Vorgabezähler: Gemäß ihrer Platzierung in der Hauptrunde erhielten die qualifizierten Mannschaften Punkte für die Endrunde. Der Erste erhielt dabei drei Punkte, der Zweitplatzierte zwei, der Dritte noch einen.